# William Aitken
William John Aitken (* 2. Februar 1894 in Peterhead; † 9. August 1973 in Gateshead) war ein schottischer Fußballspieler und -trainer, der während seiner aktiven Karriere in Schottland, England, Italien, Frankreich, Belgien und Norwegen tätig war. Häufig wurde er auch Billy oder Willie Aitken genannt.

## Sportlerkarriere
Aitken spielte in seiner Jugend bei Kirkintilloch Harp sowie Kirkintilloch Rob Roy; 1917 wechselte er nach Glasgow, wo er zunächst für Queen’s Park und anschließend für die Rangers stürmte – meist auf der rechten Angriffsseite. Nach Ende des Ersten Weltkriegs holte ihn der englische Central-League-Klub Port Vale, der im selben Jahr (1919) in die professionelle Football League aufgenommen wurde. Bei dem Verein aus Stoke gehörte er zur Elf, die 1920 den Staffordshire Senior Cup gewann, wurde aber im selben Jahr an Newcastle United verkauft. In seiner Zeit bei den Magpies wurde der trickreiche und schnelle Stürmer auch zu mindestens einem Repräsentativspiel der anglo-schottischen gegen die schottische Ligaauswahl berufen (1921). Zwischen 1924 und 1929 folgten als weitere Stationen Preston North End, FC Chorley, ab 1926 Norwich City und Bideford Town. Im englischen Ligafußball bestritt er insgesamt 204 Spiele, in denen er 25 Treffer erzielte.
Im Sommer 1929 nahm er ein Angebot von Juventus Turin an und setzte seine Karriere auch danach auf dem Kontinent fort, ab 1930 allerdings in Frankreich. Da es dort zu dieser Zeit offiziell nur Amateurfußballer gab, beschäftigte ihn sein erster Verein, die AS Cannes, als Spielertrainer. In dieser Doppelfunktion führte William Aitken die Mannschaft von der Côte d’Azur im April 1932 bis in das Pokalendspiel, in dem sich seine Elf mit 1:0 gegen Racing Roubaix durchsetzte. In der anschließenden ersten Saison der professionellen Liga wurde Cannes auch Vizemeister hinter Olympique Lille. Von 1934 bis 1936 arbeitete er bei Stade Reims; mit diesem Verein gelang ihm 1935 der Gewinn der französischen Amateurmeisterschaft. Damit war zugleich der Aufstieg der Mannschaft aus der Champagne in die professionelle zweite Division verbunden, in der Aitken sich auch als über Vierzigjähriger gelegentlich noch selbst aufstellte – allerdings, wie der Reimser Vereinschronist und damalige Mannschaftskamerad Lucien Perpère berichtet, häufig auf der Position des rechten Verteidigers. In der Saison 1935/36 bestritt er noch zehn Punktspiele, in denen ihm auch drei Treffer gelangen.
Von 1937 bis zum Kriegsausbruch 1939 trainierte William Aitken noch den FC Antibes, der am Ende von Aitkens Tätigkeit allerdings aus der höchsten Spielklasse absteigen musste. Für die Südfranzosen schnürte er im November 1938 letztmals bei einem Ligamatch seine Fußballstiefel – knapp drei Monate vor seinem 45. Geburtstag. Später kehrte er nach Großbritannien zurück, wo er bei Vickers-Armstrongs, einer Rüstungsfirma, beschäftigt war. Nach Kriegsende trainierte er für je zwei Jahre noch Mannschaften in Belgien und Norwegen (Brann Bergen, bis 1950). Anschließend arbeitete William Aitken bis zu seinem Ruhestand als Vertreter eines Wein- und Spirituosenhändlers in Tyne and Wear. Dort ist er, 79-jährig, auch verstorben.

## Palmarès
- Gewinner des Staffordshire Senior Cup: 1920
- Gewinner des Französischen Fußballpokals: 1932
- Französischer Vizemeister: 1933
- Französischer Amateurmeister: 1935